# Australische parlementsverkiezingen 2010

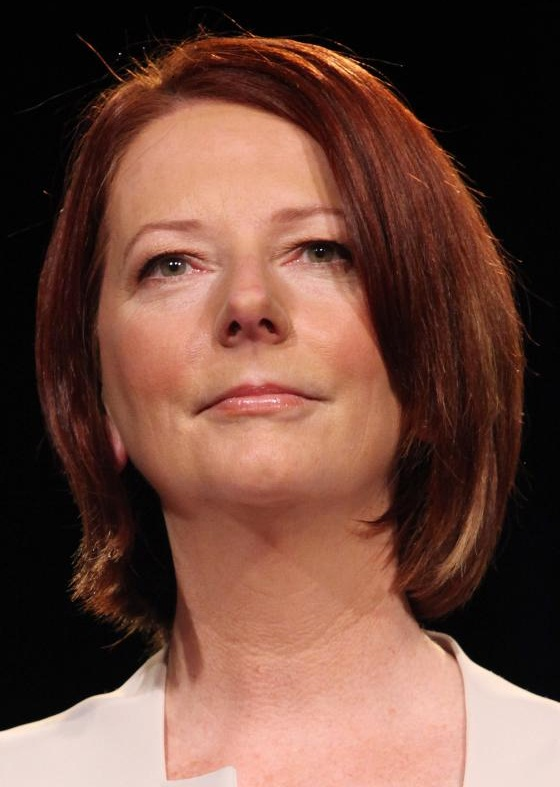
Julia Gillard

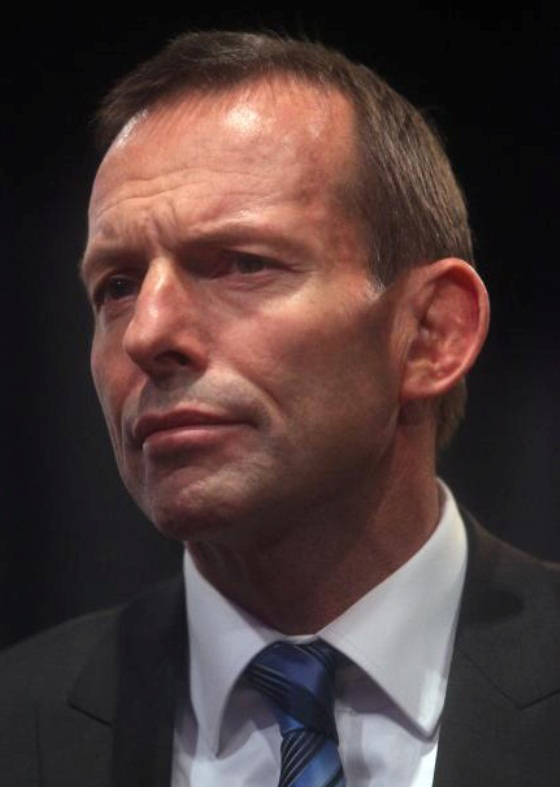
Tony Abott

De Australische parlementsverkiezingen van 2010 waren de federale parlementsverkiezingen gehouden in Australië op 21 augustus 2010. De zittende minister-president Julia Gillard, van de sociaaldemocratische ALP, versloeg de centrumrechtse kandidaat Tony Abbott van de Coalitie (Liberal Party of Australia, de Liberal National Party of Queensland, de National Party of Australia en de Country Liberal Party). Na de verkiezingen vormde Labor een minderheidskabinet. Dit kabinet werd beëdigd op 14 september 2010.
Ten opzichte van 2007 verloor Labor 11 zetels, terwijl de Coalitie 7 zetels won. Labor behaalde 72 zetels, evenals de Coalitie onder leiding van oppositieleider Abbott. Door de steun van drie onafhankelijke parlementsleden en een parlementslid van de Australian Greens kon zittend minister-president Gillard een minderheidsregering vormen. 

## Uitslagen

### Lagerhuis: Huis van Afgevaardigden
De uitslagen voor het lagerhuis, het Huis van Afgevaardigden:
| Partij | Partij                                                                      | Stemmen    | %      | Zetels | +/- |
| ------ | --------------------------------------------------------------------------- | ---------- | ------ | ------ | --- |
|        | Australische Arbeiderspartij (Australian Laborparty)                        | 4.711.363  | 37,99% | 71     | -11 |
|        | Liberale Partij van Australië (Liberal Party of Australia)                  | 3.777.383  | 30,46% | 44     | -11 |
|        | Liberale Nationale Partij Queensland (Liberal National Party of Queensland) | 1.130.525  | 9,12%  | 21     | +21 |
|        | Nationale Partij van Australië (National Party of Australia)                | 419.286    | 3,43%  | 6      | -4  |
|        | Landelijke Liberale Partij (Country Liberal Party)                          | 38.335     | 0,31%  | 1      | +1  |
|        | Australische Groenen (Australian Greens)                                    | 1.458.998  | 11,76% | 1      | +1  |
|        | Nationale Partij van West-Australië (National Party of Western Australia)   | 43.101     | 0,34%  | 1      | +1  |
|        | Onafhankelijken                                                             | 312.496    | 2,52%  | 4      | +2  |
|        | Overig                                                                      | 510.876    | 4,11%  | 0      | 0   |
| Totaal | Totaal                                                                      | 12.402.364 | —      | 150    |     |

### Hogerhuis: Senaat
De uitslagen voor het hogerhuis, de Senaat:
| Partij | Partij | Stemmen    | %      | Zetels |
| ------ | --- | ---------- | ------ | ------ |
|        | Liberaal/Nationale Coalitie (Liberal/National Coalition) Liberale Partij van Australië (Liberal Party of Australia) Nationale Partij van Australië (National Party of Australia) Landelijke Liberale Partij (Country Liberal Party) | 4.871.871  | 38,30% | 34     |
|        | Australische Arbeiderspartij (Australian Laborparty) | 4.469.734  | 35,13% | 31     |
|        | Australische Groenen (Australian Greens) | 1.667.315  | 13,11% | 9      |
|        | Familie Eerst Partij (Familiy First Party) | 267.493    | 2,10%  | 0      |
|        | Democratische Arbeiderspartij (Democratic Labor Party) | 134.987    | 1,06%  | 1      |
|        | Onafhankelijken | 55.786     | 0,44%  | 1      |
|        | Overig | 1.255.047  | 9,86%  | 1      |
| Totaal | Totaal | 12.722.233 | —      | 76     |